# Keratoisis hikurangiensis
Keratoisis hikurangiensis is een zachte koraalsoort uit de familie Isididae. De koraalsoort komt uit het geslacht Keratoisis. Keratoisis hikurangiensis werd in 1976 voor het eerst wetenschappelijk beschreven door Grant. 